# The Documentary
The Documentary är debutalbumet från artisten The Game som släpptes 2005. Albumet sålde 2x platinum i USA.

## Låtar på albumet
1. Intro (producerad av Dr. Dre och Che Vicious)
2. Westside Story (feat. 50 Cent) (producerad av Dr. Dre och Scott Storch)
3. Dreams (producerad by Kanye West)
4. Hate It Or Love It (feat. 50 Cent) (producerad av Cool & Dre)
5. Higher (producerad av Dr. Dre och Mark Batson)
6. How We Do (feat. 50 Cent) (producerad by Dr. Dre och Mike Elizondo)
7. Don't Need Your Love (feat. Faith Evans) (producerad av Havoc)
8. Church For Thugs (producerad av Just Blaze)
9. Put You On The Game (producerad av Timbaland)
10. Start From Scratch (feat. Marsha of Floetry) (producerad av Dr. Dre och Scott Storch)
11. The Documentary (producerad av Jeff Bhasker)
12. Runnin' (feat. Tony Yayo) (producerad av Hi-Tek)
13. No More Fun And Games (producerad av Just Blaze)
14. We Ain't (feat. Eminem) (producerad av Eminem)
15. Where I'm From (feat. Nate Dogg) (producerad av Focus)
16. Special (feat. Nate Dogg) (producerad av Needlz)
17. Don't Worry (feat. Mary J. Blige) (producerad av Dr. Dre och Mike Elizondo)
18. Like Father, Like Son (feat. Busta Rhymes) (producerad av Buckwild)